# Dreieck Bad Harzburg
Het Dreieck Bad Harzburg is een knooppunt in het noorden van de stad Bad Harzburg. Op dit knooppunt sluiten de A369 vanuit Vienenburg,  de B4 vanuit Bad Harzburg en de B6 vanuit Goslar op elkaar aan.
Het Dreieck Bad Harzburg is uitgevoerd als trompetknooppunt.

## Geografie
Het knooppunt ligt ten noorden van de stad Bad Harzburg op een hoogte van 205 meter.

## Richtingen knooppunt
| Aansluitende wegen | Aansluitende wegen | Aansluitende wegen | Aansluitende wegen | Aansluitende wegen |
| ------------------ | ------------------ | ------------------ | ------------------ | ------------------ |
|                    |                    | Vienenburg         |                    |                    |
|                    |                    |                    |                    |                    |
| Goslar             |                    |                    |                    |                    |
|                    |                    |                    |                    |                    |
|                    |                    | Bad Harzburg       |                    |                    |